# 1884 في كندا
فيما يلي قوائم الأحداث التي وقعت خلال عام 1884 في كندا.

## سياسة

### تعيين في المنصب
- 1 يناير – أندرو أرشيبالد ماكدونالد Lieutenant Governor of Prince Edward Island [الإنجليزية]‏.

## ظهور
- 1 يناير – تايمز كولونيست

## مواليد

### يناير
- 1 يناير – إيفا كلير[1]
- 1 يناير – بيسي مارش بروير رسامة كندية.[2]
- 26 يناير – تشارلز دانيال فرينش سياسي كندي.
- 27 يناير – بيرسيفال غوردون قاضي كندي.

### فبراير
- 11 فبراير – ويزلي أشتون غوردون سياسي كندي.[3]
- 18 فبراير – ألفونس دس مارتن
- 18 فبراير – أندرو واتسون مايلز سياسي كندي.

### مارس
- 19 مارس – بيتر كامبل لاعب هوكي جليد كندي.
- 29 مارس – إدوارد أرشيبالد رياضي كندي.

### أبريل
- 6 أبريل – والتر هيوستن[4]
- 12 أبريل – هاري س. هاتش
- 27 أبريل – إيفان راند سياسي كندي.[5]
- 28 أبريل – إديث سامرز كيلي كاتبة كندية.[6]
- 30 أبريل – غوردون فورستر سياسي كندي.

### مايو
- 10 مايو – ويليام هاميلتون لاعب رماية كندي.
- 22 مايو – ادمون جورج أوديت سياسي كندي.[7]
- 26 مايو – فرنسيس ماريون بينون
- 26 مايو – ليليان بينون توماس

### يونيو
- 11 يونيو – ويليام جورج بوك سياسي كندي.[8]
- 12 يونيو – جون توماس هاكيت سياسي كندي.[9]
- 23 يونيو – ويليام ستيوارت والاس

### يوليو
- 1 يوليو – روس كرايغ لاعب كرة قدم كندي.[10]
- 2 يوليو – جاك باترسون سياسي كندي.[11]
- 25 يوليو – ديفيدسون بلاك[12]
- 26 يوليو – ألفونس دس رايموند سياسي كندي.
- 27 يوليو – كاثلين هوارد[13]

### أغسطس
- 23 أغسطس – جورج باربر
- 23 أغسطس – جوليس فورنير صحفي كندي.[14]

### سبتمبر
- 3 سبتمبر – هافدان هيرتزبيرغ عسكري كندي.
- 13 سبتمبر – جورج جونستون سياسي كندي.
- 22 سبتمبر – جاك كاميرون لاعب كرة قاعدة من الولايات المتحدة الأمريكية.
- 28 سبتمبر – توماس جاي كينيدي رياضي أمريكي.

### أكتوبر
- 4 أكتوبر – ويليام هنري آيرلادند سياسي كندي.
- 23 أكتوبر – هيرب جوردن لاعب هوكي جليد كندي.
- 31 أكتوبر – ويليام هاريس لويد روبرتس كاتب مسرحي كندي.[15]

### نوفمبر
- 3 نوفمبر – كالفين بريكر منافِس أوليمبي كندي.
- 13 نوفمبر – إدي باورز
- 19 نوفمبر – جوليس ماريون سياسي كندي.
- 26 نوفمبر – غريس جونز مورغان[16]
- 30 نوفمبر – هوراس ميريل[17]

## وفيات

### يناير
- 1 يناير – جون فيريس (مواليد 1811) سياسي كندي.

### فبراير
- 19 فبراير – جورج هنري مارتن جونسون (مواليد 1816)[18]

### أبريل
- 16 أبريل – لويس جورج هاربر (مواليد 1830) سياسي كندي.[19]